# Huangguoshuwaterval

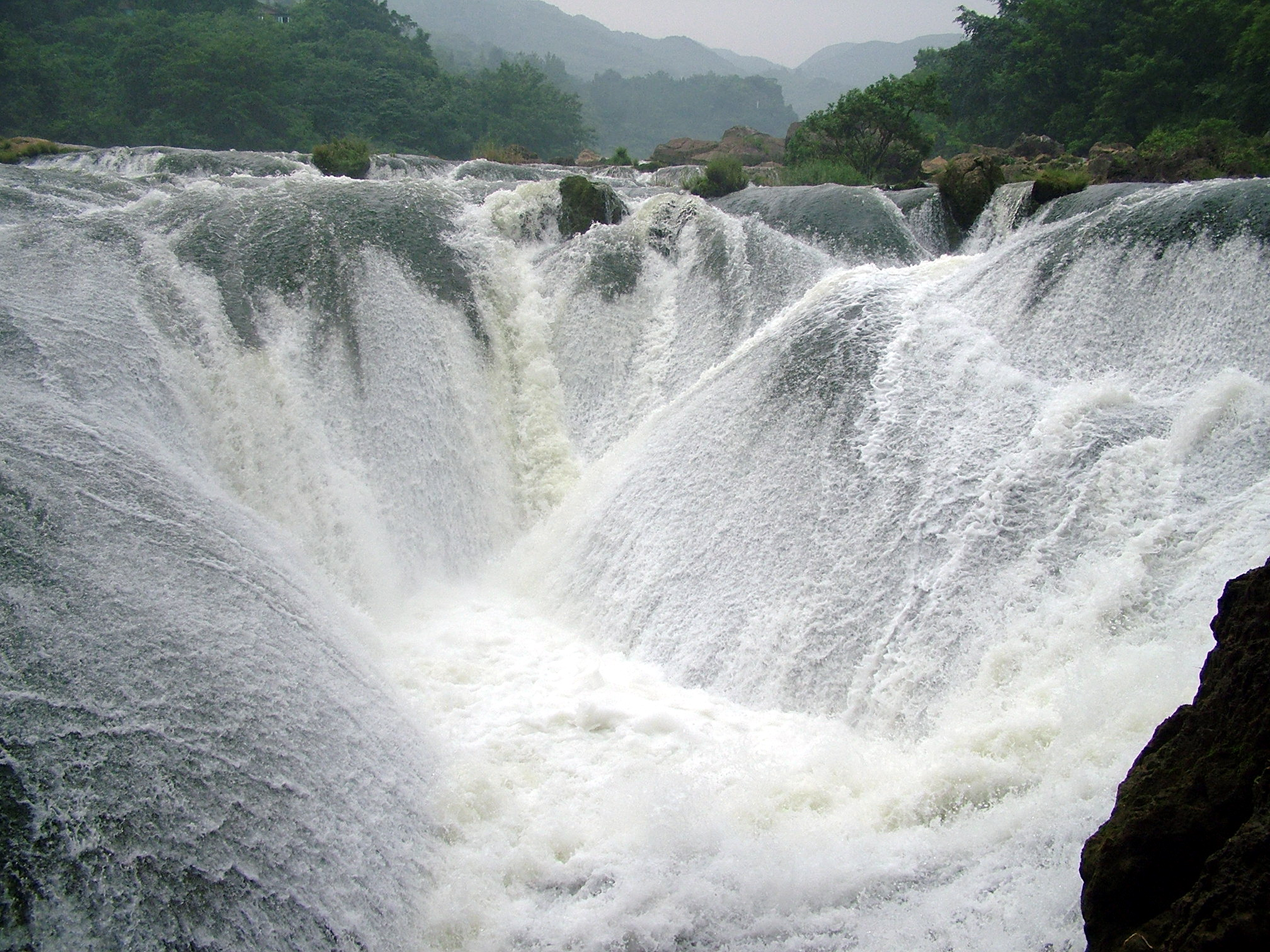
De Yinlianzhuitan waterval maakt deel uit van de cluster

De  Huangguoshuwaterval is de grootste waterval van de Volksrepubliek China. Het ligt op 45 kilometer ten zuidwesten van Anshun in de provincie Guizhou in de Baishui-rivier.
Er liggen 18 watervallen op korte afstand van elkaar. Het verval van de cluster van watervallen is bijna 78 meter en de watervallen zijn 101 meter breed. De grootste is 67 meter hoog en 83 meter breed. De voet van de watervallen ligt op 904 meter boven zeeniveau. Het is een belangrijke toeristische attractie.